# فيرا كوزنتسوفا
فيرا كوزنتسوفا (بالروسية: Вера Андреевна Кузнецова)‏ هي ممثلة روسية (وحملت سابقاً جنسية الاتحاد السوفيتي)، ولدت في 6 أكتوبر 1907 بساراتوف في روسيا، وتوفيت في 1 ديسمبر 1994 بسانت بطرسبرغ في روسيا. بدأت مشوارها المهني سنة 1928.

## وصلات خارجية
- فيرا كوزنتسوفا على موقع IMDb (الإنجليزية)
- فيرا كوزنتسوفا على موقع قاعدة بيانات الفيلم (الإنجليزية)